# Gräshoppsstekel
Gräshoppsstekel (Sphex funerarius) är en art i insektsordningen steklar som tillhör familjen grävsteklar. Den förekommer i södra och centrala delarna av Europa och spritt österut till Centralasien. En isolerad nordlig population finns på Gotland och Fårö. I Sverige är arten rödlistad som sårbar. Igenväxning av dess habitat och att bon förstörs är de främsta hoten mot arten.

## Kännetecken
Gräshoppsstekeln blir 15-23 millimeter stor och är svart med rött på bakkroppen. Den röda färgen täcker bakkanten på bakkroppens första led samt hela andra och tredje leden. Honorna har även delvis rödaktiga ben och honorna har också grävborst på frambenen. På huvudet och mellankroppen har stekeln en ljusare, fin och tunn behåring.

## Levnadssätt
Gräshoppsstekelns hona gräver ut ett bo i marken och förser sin avkomma med föda genom att leta upp och paralysera nymfer av gräshoppor eller vårtbitare som hon sedan för till boet. Boet är utformat som en tunnel, cirka 15 centimeter lång, försedd med flera larvkamrar, i vilka honan lägger äggen. Larvkamrarna är utgrävda horisontellt. Tre till fem byten fångas per cell. Efter tre till fyra dagar kläcks äggen och efter ytterligare 18 dagar är larverna fullväxta. Fullbildade individer kan ses söka nektar i blommor som blåmunkar och backtimjan. Honan flyger vid bytesjakt lågt, gärna i vindskyddade svackor, nära vegetationen och sällan över den. På Gotland kan fullbildade steklar ses flyga i juli och augusti.